# Arnold Richard Klemola
| 1770 Schlesinger | 10 maggio 1967   |
| 1829 Dawson      | 6 maggio 1967    |
| 1934 Jeffers     | 2 dicembre 1972  |
| 1991 Darwin      | 6 maggio 1967    |
| 2014 Vasilevskis | 2 maggio 1973    |
| 2131 Mayall      | 3 settembre 1975 |
| 2179 Platzeck    | 28 giugno 1965   |
| 2202 Pele        | 7 settembre 1972 |
| 2261 Keeler      | 20 aprile 1977   |
| 2308 Schilt      | 6 maggio 1967    |
| 2370 van Altena  | 10 giugno 1965   |
| 2504 Gaviola     | 6 maggio 1967    |
| 3712 Kraft       | 22 dicembre 1984 |
| 5757 Tichá       | 6 maggio 1967    |
| 8128 Nicomachus  | 6 maggio 1967    |
| 10450 Girard     | 6 maggio 1967    |

Arnold Richard Klemola (Pomfret, 20 febbraio 1931 – Santa Cruz, 5 gennaio 2019) è stato un astronomo statunitense.
Nel 1949 ha preso il Bachelor's degree in Astronomia presso l'Università dell'Indiana e in seguito il dottorato di ricerca  presso l'Università della California - Berkeley.
Ha cominciato a lavorare presso l'Università della California, Santa Cruz, poi in Argentina dal 1962 al 1967 e in seguito presso l'osservatorio Lick fino al 1992 quando è andato in pensione.
Il Minor Planet Center gli accredita la scoperta di sedici asteroidi, effettuate tra il 1965 e il 1977, in parte in collaborazione con Carlos Ulrrico Cesco e Eugene Albert Harlan.
Ha inoltre scoperto la cometa periodica 68P/Klemola.